# Coxsackie (village, New York)
Ne doit pas être confondu avec Coxsackie (New York).
Coxsackie est un village situé dans le comté de Greene, dans l'État de New York, aux États-Unis,.
En 2010, il comptait une population de 2 813 habitants, estimée au 1er juillet 2018 à 2 670 habitants.

## Démographie
Lors du recensement de 2010, le village comptait une population de 2 813 habitants. Elle est estimée, en 2018, à 2 670 habitants.